# Quận Pottawattamie, Iowa
Quận Pottawattamie là một quận thuộc tiểu bang Iowa, Hoa Kỳ. Quận lỵ đóng ở Council Bluffs, Iowa6. Quận được đặt tên theo. Dân số theo điều tra năm 2017 của Cục điều tra dân số Hoa Kỳ là 93.386 người.

## Địa lý
Theo Cục điều tra dân số Hoa Kỳ, quận này có diện tích 2460 km2, trong đó có 23 km2 là diện tích mặt nước.